# Gisela Fischdick
Gisela Fischdick (5 de noviembre de 1955, Mülheim un der Ruhr) es una Gran Maestra Femenina alemana de la Federación Internacional de Ajedrez. En julio de 2011 su índice de FIDE era 2236, situándola como la jugadora número 21 en el ranking de ajedrecistas en activo en Alemania. Ganó varios campeonatos de ajedrez en Alemania Occidental en la modalidad Blitzschach o ajedrez rápido.
Obtuvo su título de Maestra Internacional en 1980 y en el 2006 el título de Gran Maestra Femenina.